# 鏑木仲田町
鏑木仲田町（かぶらぎなかたまち）は、千葉県佐倉市の地名。郵便番号285-0026。

## 地理
東は高岡、西は鏑木町に隣接している。

## 世帯数と人口
2017年（平成29年）10月31日現在の世帯数と人口は以下の通りである。
| 町丁       | 世帯数  | 人口  |
| ---------- | ------- | ----- |
| 鏑木仲田町 | 159世帯 | 308人 |

## 小・中学校の学区
市立小・中学校に通う場合、学区は以下の通りとなる。
| 地域         | 小学校             | 中学校             |
| ------------ | ------------------ | ------------------ |
| 1の1～1の10  | 佐倉市立佐倉小学校 | 佐倉市立佐倉中学校 |
| 2の1～2の6   | 佐倉市立佐倉小学校 | 佐倉市立佐倉中学校 |
| 3の1～3の34  | 佐倉市立佐倉小学校 | 佐倉市立佐倉中学校 |
| 5の1～5の8   | 佐倉市立佐倉小学校 | 佐倉市立佐倉中学校 |
| 6の1～6の9   | 佐倉市立佐倉小学校 | 佐倉市立佐倉中学校 |
| 7の1～7の8   | 佐倉市立佐倉小学校 | 佐倉市立佐倉中学校 |
| 8の1         | 佐倉市立佐倉小学校 | 佐倉市立佐倉中学校 |
| 8の2         | 佐倉市立佐倉小学校 | 佐倉市立佐倉中学校 |
| 9の1～9の11  | 佐倉市立佐倉小学校 | 佐倉市立佐倉中学校 |
| 10           | 佐倉市立佐倉小学校 | 佐倉市立佐倉中学校 |
| 11の1～11の6 | 佐倉市立佐倉小学校 | 佐倉市立佐倉中学校 |
| 12の1～12の7 | 佐倉市立佐倉小学校 | 佐倉市立佐倉中学校 |
| 13の1        | 佐倉市立佐倉小学校 | 佐倉市立佐倉中学校 |
| 13の2        | 佐倉市立佐倉小学校 | 佐倉市立佐倉中学校 |
| 14の1        | 佐倉市立佐倉小学校 | 佐倉市立佐倉中学校 |
| 14の2        | 佐倉市立佐倉小学校 | 佐倉市立佐倉中学校 |
| 15～48       | 佐倉市立佐倉小学校 | 佐倉市立佐倉中学校 |

## 施設
- 印旛合同庁舎
- 仲田公園

## 交通

### 道路
- 国道
  - 国道296号